# コンスタンティヌス2世 (対立教皇)
コンスタンティヌス2世（生没年不詳）は、ローマ教皇であるステファヌス3世の対立教皇である（在位：767年 - 768年）。

## 生涯
イタリアのネピのトート公の弟に当たる。はじめは副助祭・助祭に叙任された。767年6月28日にパウルス1世が死去すると、兄のトート公の後押しを受けて選挙無しでほとんど強行して教皇として即位した。7月5日には兄の軍に守られて聖別を行なっている。
しかし兄がランゴバルド王国の攻撃を受けて殺害されると、後ろ盾を失ったコンスタンティヌス2世はラテラノ宮殿に逃亡する。768年8月にステファヌス4世が正式な教皇として即位すると、教皇として無効であるとされ、在位中に犯したとして罪状を告訴されて逮捕・投獄された。さらにステファヌス4世の密命を受けた獄吏によって目をくり抜かれた。
そして裁判では有罪とされ、769年4月に終身刑の判決を下されて監禁された。罪人として監禁された修道院で死去している。